# Savage Opress
Savage Opress dathomiri zabrak Sith tanítvány a Star Wars: A klónok háborúja című animációs sorozatban. Darth Maul testvére, fénykardja ugyanúgy két végű mint neki. Bőre sárga, barna tetoválásokkal, fején szarvakat visel, fekete Sith ruházata van és több mint 2 méter magas.
Kegyetlen, brutális gyilkológép, rengeteg szereplő halálában játszik szerepet. Maul tanítványává fogadja fivérét, végül maga Darth Sidious jön el és végzi ki Opresst a  Mandalore-on. Adi Galiát is ő ölte meg.